# 서울강남초등학교
서울강남초등학교는 대한민국 서울특별시 동작구 상도동에 있는 공립 초등학교이다.

## 학교 연혁(강남초등학교 역사)
- 1905.08.01: 강남소학교 설립인가
- 1935.03.07: 강남보통학교 개교
- 1941.04.01: 강남심상소학교 개교
- 1945.09.23: 초대 강영태 교장 부임
- 1945.11.02: 개교(가교사 4학급)
- 1972.07.26: 수영장 개장
- 1981.01.04: 병설유치원 설립개칭 인가
- 1995.09.01: 학교운영위원회 시범학교
- 1996.03.01: 교육부지정 인성시범학교 운영
- 2000.02.12: 강남초등학교로 교명 변경
- 2003.03.01: 서울특별시교육청지정 수업방법개선선도학교(2년)
- 2003.07.09: 동작교육청 합창 경연대회 최우수상 수상
- 2003.07.15: 봉황기 겸 서울특별시 초등학교 야구대회 우승
- 2003.12.30: ICT교육 우수학교 표창(교육장)
- 2004.04.26: 제26회 서울초등학교 야구선수권대회 준우승
- 2004.05.25: 제1회 강남교직원 배드민턴 대회(5학년 우승)
- 2004.11.04: 2004 서울학생 동아리 한마당 교육감상 우수상 수상
- 2004.12.22: 2004 서울교육시책구현우수학교 교육감 표창(교실 수업개선 우수학교)
- 2004.12.28: 2004 흡연예방, 금연운동 우수학교 교육감 표창
- 2005.09.01: 제20대 김철규 교장선생님 부임
- 2005.09.29: 2005 서울특별시 초등학교 추계야구 리그전 우승
- 2005.12.31: 2005 과학교육 우수학교 교육장 표창
- 2006.03.01: 서울특별시교육청지정 1차년도 배드민턴 종목별시범학교 운영
- 2006.04.03: 초일류 서울강남초등학교 평생교육 아카데미 개관식
- 2006.07.03: 제36회 서울특별시야구협회장기 초등학교 야구대회 우승
- 2007.03.01: 서울특별시교육청지정 2차년도 배드민턴 종목별시범학교
- 2007.06.26: 제29회 서울특별시 초등학교 야구선수권대회 우승
- 2007.12.31: 서울특별시교육청 환경교육 우수학교 수상
- 2008.03.01: 서울특별시교육청지정 교원능력개발평가 선도학교(1차년도)
- 2008.04.08: 2008 평생교육 아카데미 개강
- 2008.08.29: 두산베어스기 서울야구선수권대회 우승
- 2008.09.01: 제21대 박인배교장 부임
- 2009.03.01: 서울특별시교육청지정 교원능력개발평가 선도학교(2차년도)
- 2009.03.01: 서울특별시교육청지정 좋은학교 만들기자원학교(1차년도)
- 2010.03.01: 서울특별시교육청지정 좋은학교 만들기자원학교(2차년도)
- 2011.03.01: 서울특별시교육청지정 교원능력개발평가선도학교(3차년도)
- 2011.03.01: 서울특별시교육청지정 교육복지특별지원학교(1차년도)
- 2012.03.01: 서울특별시교육청지정 교육복지특별지원학교(2차년도)
- 2012.09.01: 제22대 문흥숙교장 부임
- 2012.12.17: 2013사교육 경감 우수사례 공모전 장려상(서울특별시교육청 주최)
- 2013.03.01: 서울특별시교육청지정 교육복지특별지원학교(3차년도)
- 2013.06.06: 제14회 청룡기 서울시초등학교 야구대회(3위)
- 2013.07.05: 제35회 밝고맑은노래부르기 동작교육지원청 초등 합창대회 우수상
- 2013.12.20: 2013학년도 생활교육 우수학교 표창(서울특별시교육감)
- 2013.12.30: 2013 반부패 경쟁력 평가 우수학교 표창(서울시동작교육청)
- 2014.03.01: 서울특별시교육청지정 교육복지특별지원학교(4차년도)
- 2014.03.01: 동작관악교육지원청 초등영재교육원 협력학교 지정(음악분야)
- 2014.09.01: 제23대 이병화교장 부임
- 2014.12.30: 2014 반부패 경쟁력 평가 우수기관 장려상 수상(동작관악교육지원청교육장)
- 2014.12.31: 학교체육활동우수학교 교육감 표창
- 2015.03.01: 서울특별시교육청지정 교육복지특별지원학교(5차년도)
- 2015.12.31: 2015년도 교육활동 우수학교 표창(동작관악교육지원청교육장)
- 2016.07.07: 제37회 서울특별시장기 초등학교 야구대회(우승)
- 2016.10.06: 제18회 백호기 서울특별시 초등학교 야구대회(우승)
- 2016.10.07: 제13회 딜라이브 케이블 TV기 초등학교 야구대회(우승)교육감
- 2016.12.31: 2016 교육복지우선사업 우수기관 교육장
- 2017.02.17: 제18회 졸업식(941명 졸업)
- 2019.01.14: 제19회 졸업식(804명 졸업)
- 2021.02.19: 제20회 졸업식(913명 졸업)
- 2025.11.02: 개교 80주년

## 참고 자료
- 서울강남초등학교 - 한국교육학술정보원 학교알리미